# Otti Wilmanns
Ottilie Wilmanns (* 24. Oktober 1928 in Bremen; † 29. Oktober 2023 in Freiburg) war eine deutsche Botanikerin und Professorin der Fakultät für Biologie der Albert-Ludwigs-Universität Freiburg.

## Biografie

### Familie, Ausbildung
Wilmanns stammte aus einer alten hanseatischen Kaufmanns- und Gelehrtenfamilie. Ihr Vater war Studienrat, dessen ältere Brüder der Psychiater Karl Wilmanns sowie der Chemiker Gustav Wilmanns. Ihr Großvater väterlicherseits, Franz Rudolph Florenz August war Kaufmann und Teilhaber verschiedener Handelshäuser in Durango, Torreón und Honolulu, ihre Großmutter Elise Ottilie Delius war die Tochter des Textilunternehmers und Gutsbesitzers Heinrich Anton Delius, der zeitweise in Mexiko tätig war und der Versmolder Dynastie von Leinenhändlern entstammte.
Sie ist in Bremen aufgewachsen und verbrachte kriegsbedingt einen Teil ihrer Schulzeit in Tuttlingen. Nach dem Abitur begann Wilmanns im August 1948 eine Landwirtschaftslehre auf einem Hof im Bodensee-Hinterland. Ab Juli 1949 studierte sie Biologie, Geologie und Chemie an der Eberhard Karls Universität Tübingen und der Georg-August-Universität Göttingen. Einflussreiche Lehrer waren Walter Zimmermann, Konrad Buchwald und die Geologen Georg Wagner und Eugen Seibold.
1955 schloss sie ihr Studium mit dem Staatsexamen für das Höhere Lehramt und der Promotion mit einer Arbeit über die Pflanzengesellschaften und Standorte des Naturschutzgebietes Greuthau und seiner Umgebung an der Universität Tübingen ab. Sie habilitierte in ihrer Assistenzzeit im Bereich der Botanik.

### Beruf, Forschung
Wilmanns wirkte ab 1961 als Wissenschaftliche Rätin am Lehrstuhl für Botanik der Albert-Ludwigs-Universität Freiburg, wo sie die Fächer Geobotanik und Systematik vertrat. 1975 wurde sie auf den neu geschaffenen Lehrstuhl für Geobotanik berufen. Sie emeritierte 1996.
Ihre Forschungen betrafen alle Facetten der Pflanzensoziologie, besonders Standortsökologie und Dynamik der Vegetation. Schwerpunkte ihrer wissenschaftlichen Arbeit lagen in folgenden Themenkreisen:
- Erforschung von Epiphyten-Synusien, insbesondere von Flechtengesellschaften an Baumstämmen, die auch in theoretische Überlegungen zur Pflanzensoziologie bzw. zur Klassifizierung von Vegetationseinheiten und Synusien führten
- Untersuchungen zu Landschafts- und Vegetationswandel am Beispiel verschiedener Pflanzengesellschaften auf der Schwäbischen Alb, im Schwarzwald und im Kaiserstuhl
- Untersuchungen von Vegetationskomplexen etwa am Beispiel umgestalteter Weinbaulandschaften des Kaiserstuhls, bei denen sie anhand der Vegetationstypen nachweisen konnte, dass das umgestaltete Gelände biologisch wesentlich verarmt war.
- Am Beispiel von langjährigen Dauerbeobachtungen an Trespenrasen des Kaiserstuhls konnte Otti Willmanns bahnbrechende Erkenntnisse zu den Prozessen des Sukzessionsablaufs in der Vegetation gewinnen.

Zusammen mit Günther Osche hat Wilmanns der Erforschung der Interaktion von Flora und Fauna und damit der jungen Disziplin der Biozönologie einen wesentlichen Anschub gegeben.
Bei ihren Untersuchungen und vor allem bei der Ausbildung der Studenten legte sie großes Gewicht auf die naturschutzorientierte Grundlagenforschung sowie auf die praktische Nutzanwendung pflanzensoziologischer und biozönologischer Arbeitsweisen.

So gab sie nach einer ab 1973 zusammen mit Helga Rasbach durchgeführten beispielhaften Kartierung der Biotope des Kaiserstuhls 1976 den Anstoß zur Pilotstudie Biotopkartierung Baden-Württemberg und setzte diese mit ihren Mitarbeitern und Studenten modellartig für den südbadischen Raum um. Die von ihr entwickelte Kartierungs-Methodik wurde in der Folge von der damaligen Landesanstalt für Umweltschutz für die Biotopkartierung im Land übernommen.
Nach ihrer Hochschulzeit befasste sich Wilmanns unter anderem mit der Besiedlungsgeschichte des Mittleren Schwarzwaldes. Als Ergebnis ihrer Forschungen wies sie 2009 in einer Publikation nach, dass im Gebiet der Flüsse Kinzig und Elz Galloromanen gelebt hatten, indem sie die sprachlichen Wurzeln von Flurnamen analysierte und ihre These mit landschaftsökologisch-geobotanischen Fakten im Gelände untermauerte. Anhand von Klimadaten, der geologischen Gegebenheiten und der Vegetation konnte sie eine besonders günstige Lage für die frühen Siedlungen nachweisen.
Wilmanns setzte sich in mehreren Publikationen mit der Didaktik und Methodik botanischer und landschaftskundlicher Exkursionen auseinander. Beispielhaft ist ihr 2001 erschienener Exkursionsführer Schwarzwald, in dem sie anhand von 45 Wanderrouten Landschaft und Vegetation des Schwarzwaldes vermittelt.
Zur Förderung junger Forscher auf dem Gebiet der Pflanzensoziologie gründete sie die Otti-Wilmanns-Stiftung. Sie war ehrenamtlich in der Kommission Reinhaltung der Luft tätig.

## Ehrungen
- 1978: Staatsmedaille für Land- und Forstwirtschaft Baden-Württemberg in Silber
- 1982: Naturschutzpreis des Landes Baden-Württemberg für richtungsweisende Leistungen auf dem Gebiet der Erhaltung der natürlichen Umwelt
- 1983: Staatsmedaille für Land- und Forstwirtschaft Baden-Württemberg in Gold
- 2004: Reinhold-Tüxen-Preis
- 2006: Ehrenmitglied des Badischen Landesvereins für Naturkunde und Naturschutz[7]

## Schriften (Auswahl)
- Pflanzengesellschaften und Standorte des Naturschutzgebietes „Greuthau“ und seiner Umgebung (Reutlinger Alb). In: Veröff. Landesstelle Naturschutz u. Landschaftspflege Baden-Württemb. Festschrift für Hans Schwenkel zum 70. Geburtstag.  24:317-451. 1956 Ludwigsburg.
- Die Pflanzengesellschaften der Äcker und des Wirtschaftsgrünlandes auf der Reutlinger Alb. In: Beiträge zur naturkundlichen Forschung in Südwestdeutschland . Band 15. Karlsruhe 1956, S. 30–51 (zobodat.at [PDF; 2,5 MB; abgerufen am 19. April 2023]).
- Zur standörtlichen Parallelisierung von Epiphyten- und Waldgesellschaften. In: Beiträge zur naturkundlichen Forschung in Südwestdeutschland. Band 17. Karlsruhe 1958, S. 11–19 (zobodat.at [PDF; 520 kB; abgerufen am 14. April 2023]).
- Ein Gerät zur Mechanisierung von Tabellenarbeit. Berichte der Deutschen Botanischen Gesellschaft 72:419–420. 1959
- Epiphytengesellschaften Nordeuropas im Vergleich mit denen Mitteleuropas. In: Phyton (Horn). Band 8, Nr. 1–2, 1959, S. 175–182 (zobodat.at [PDF; 2,0 MB; abgerufen am 20. April 2023]).
- Rindenbewohnende Epiphytengemeinschaften in Südwestdeutschland. In: Beiträge zur naturkundlichen Forschung in Südwestdeutschland. Band 21. Karlsruhe 1962, S. 87–164 (zobodat.at [PDF; 14,7 MB; abgerufen am 22. April 2023]).
- Otti Wilmanns, Jochen Bammert: Zur Besiedlung der Freiburger Trümmerflächen-eine Bilanz nach zwanzig Jahren. In: Berichte der Naturforschenden Gesellschaft zu Freiburg. Band 55, 1965, S. 399–411 (zobodat.at [PDF; 1,1 MB; abgerufen am 22. April 2023]).
- Otti Wilmanns, Sibylle Rupp: Silene rupestris, das Felsen-Leimkraut, als Glazialrelikt im Schwarzwald. In: Mitteilungen des Badischen Landesvereins für Naturkunde und Naturschutz, N.F. Band 9. Freiburg i. Br. 1966, S. 381–389 (zobodat.at [PDF; 543 kB; abgerufen am 24. April 2023]).
- Otti Wilmanns, Rainer Bergfeld: Batrachospermum atrum (Huds.) Harv., eine für Südwestdeutschland neue Rotalge. In: Mitteilungen des Badischen Landesvereins für Naturkunde und Naturschutz, N.F. Band 9. Freiburg i. Br. 1967, S. 477–479 (zobodat.at [PDF; 644 kB; abgerufen am 24. April 2023]).
- Otti Wilmanns, Kurt Rasbach u. Helga Rasbach: Die Farnpflanzen Zentraleuropas: Gestalt, Geschichte, Lebensraum/Photographie. Quelle & Meyer, Heidelberg 1968, Text: Otti Wilmanns
- Otti Wilmanns, Volkmar Wirth: Die Flechtenvegetation der Wutachschlucht. In: Mitteilungen des Badischen Landesvereins für Naturkunde und Naturschutz, N.F. Band 9. Freiburg i. Br. 1968, S. 725–733 (zobodat.at [PDF; 566 kB; abgerufen am 24. April 2023]).
- Gedanken über den wissenschaftlichen Wert von Naturschutzgebieten, 1970 (Volltext)
- Verwandte Züge in der Pflanzen- und Tierwelt von Alpen und Südschwarzwald – Jahrbuch des Vereins zum Schutze der Alpenpflanzen und -Tiere – 36_1971: 36 - 50. (Volltext)
- Günther Reichelt u. Otti Wilmanns: Vegetationsgeographie. Westermann, Braunschweig 1973
- Otti Wilmanns, Helga Rasbach: Erläuterungen zur Karte schutzbedürftiger Gebiete im Kaiserstuhl. Landesstelle für Naturschutz u. Landschaftspflege Baden-Württemberg, Ludwigsburg 1973
- Alpenbotanik im Gebiet um die Freiburger Hütte oberhalb Dalaas, Vorarlberg, 1975
- Wandlungen des Geranio-Allietum in den Kaiserstühler Weinbergen? – Pflanzensoziologische Tabellen als Dokumente. In: Beiträge zur naturkundlichen Forschung in Südwestdeutschland . Band 34. Karlsruhe 1975, S. 429–443 (zobodat.at [PDF; 1,7 MB; abgerufen am 14. April 2023]).
- Das Wechselspiel von Beobachtung, Fragestellung und Folgerung. Zur Didaktik und Methodik botanischer Exkursionen, 1976 (Volltext)
- Verbreitung, Soziologie und Geschichte der Grün-Erle (Ainus viridis (Chaix) DC.) im Schwarzwald – Mitteilungen der Floristisch-soziologischen Arbeitsgemeinschaft (alte Serie) – NF_19-20: 323 - 341. 1977. (Volltext)
- Otti Wilmanns, A. Kratochwil u. F. Kämmer: Biotop-Kartierung in Baden-Württemberg.- Beih. Veröff. Naturschutz Landschaftspflege Bad.-Württ. 11: 191-205. 1978 Karlsruhe.
- Otti Wilmanns, Wolfhard Wimmenauer, Hansjörg Willhauck: Die Naturlehrpfade Badberg und Büchsenberg-Pfaffenlochberg. Schwarzwaldverein, Freiburg 1978
- Werden und Vergehen von Pflanzengesellschaften. Cramer, Vaduz 1979
- Ed. mit Reinhold Tüxen: Epharmonie. Cramer, Vaduz 1980
- Otti Wilmanns u. Angelika Schwabe-Braun: Waldrandstrukturen – Vorbilder für die Gestaltung von Hecken und Kleinstgehölzen. Laufener Spezialbeiträge und Laufener Seminarbeiträge (LSB) 5_1982: 50-60. (Volltext)
- mit Anselm Kratochwil: Gedanken zur Biotop-Kartierung in Baden-Württemberg. Verfahren – Erreichtes – Geplantes.- Schriftenreihe des Deutschen Rates für Landespflege 41 ("Integriertes Schutzgebietssystem"): 55-68. 1983. Bonn-Bad Godesberg.
- Lianen in mitteleuropäischen Pflanzengesellschaften und ihre Einnischung – Tuexenia – Mitteilungen der Floristisch-soziologischen Arbeitsgemeinschaft – NS_3: 343 - 358. 1983. (Volltext)
- mit Arno Bogenrieder & Yukito Nakamura: Vergleichende Studien des Pinus-Krummholzes in den Japanischen und europäischen Alpen – Tuexenia – Mitteilungen der Floristisch-soziologischen Arbeitsgemeinschaft – NS_5:335-358. ()
- Naturschutz. Mitt. bad. Landesver. Naturkunde u. Naturschutz N. F. 14(2):477-481. 1987 Freiburg im Breisgau. (Volltext)
- Zur Verbindung von Pflanzensoziologie und Zoologie in der Biozönologie, 1987 (Volltext)
- Können Trockenrasen derzeit trotz Immissionen überleben? Eine kritische Analyse des Xerobrometum im Kaiserstuhl. In: Carolinea. Band 46. Karlsruhe 1988, S. 5–16 (Volltext [abgerufen am 14. April 2023]).
- Zur Nutzung pflanzensoziologischer Daten bei zoozönologischen Untersuchungen. – Mitt. Bad. Landesver. Naturkd. Naturschutz N. F. 14, 547-556. 1988 Freiburg. (Volltext)
- Zur Entwicklung von Trespenrasen im letzten halben Jahrhundert: Einblick, Ausblick, Rückblick, das Beispiel des Kaiserstuhls.  Düsseldorf 1989 (Volltext)
- Vergesellschaftung und Strategie-Typen von Pflanzen mitteleuropäischer Rebkulturen, 1989 (Volltext)
- Der Kaiserstuhl: Gesteine und Pflanzenwelt. 3., neubearb. Aufl., Ulmer, Stuttgart 1989, Text: Otti Wilmanns, Photogr.: Helga Rasbach
- Die Buchen und ihre Lebensräume – Berichte der Reinhold-Tüxen-Gesellschaft – 1: 49 - 72. 1989 (Volltext)
- Weinbergsvegetation am Steigerwald und ein Vergleich mit der im Kaiserstuhl – Tuexenia – Mitteilungen der Floristisch-soziologischen Arbeitsgemeinschaft – NS_10: 123 - 135. 1990 (Volltext)
- Otti Wilmanns & Arno Bogenrieder: Das Geranio-Allietum in der oberelsässischen Rebflur – Bauhinia 10:99-114. 1992 (Volltext)
- Ericaceen-Zwergsträucher als Schlüsselarten – Berichte der Reinhold-Tüxen-Gesellschaft – 5: 91 - 112. 1993 (Volltext)
- Die Eigenart der Vegetation im Mittleren Schwarzwald als Ausdruck der Bewirtschaftungsgeschichte. In: Mitteilungen des Badischen Landesvereins für Naturkunde und Naturschutz, N.F. Band 16. Freiburg i. Br. 1995, S. 227–249 (zobodat.at [PDF; 4,1 MB; abgerufen am 24. April 2023]).
- Ein Vergleich der Texturen von Weinbergsgesellschaften im Elsaß und in Südfrankreich. In: Carolinea – Beiträge zur naturkundlichen Forschung in Südwestdeutschland. Band 55. Karlsruhe 1995, S. 55–66 (zobodat.at [PDF; 1,3 MB; abgerufen am 14. April 2023]).
- Ökologische Pflanzensoziologie: eine Einführung in die Vegetation Mitteleuropas. 6., neu bearb. Aufl., Quelle & Meyer, Wiesbaden 1998 (Volltext)
- Vegetationsfarben – Berichte der Reinhold-Tüxen-Gesellschaft – 11:367-384. 1999 (Volltext)
- Lebensweisen der Pflanzen der Rebflur – Befunde und Gedanken zu Strategie und Epharmonie. In: Carolinea – Beiträge zur naturkundlichen Forschung in Südwestdeutschland. Band 57. Karlsruhe 1999, S. 9–18 (zobodat.at [PDF; 5,9 MB; abgerufen am 14. April 2023]).
- Exkursionsführer Schwarzwald: eine Einführung in Landschaft und Vegetation mit 45 Wanderrouten. Ulmer, Stuttgart 2001
- Farbcharakteristika der Vegetation des Schwarzwaldes – mit einem vergleichenden Blick auf die Schwäbische Alb. In: Mitteilungen des Badischen Landesvereins für Naturkunde und Naturschutz, N.F. Band 17. Freiburg i. Br. 2001, S. 793–826, urn:nbn:de:bsz:25-opus-40589 (Volltext).
- Landschaftsökologie, Flora und Vegetation der Schwäbischen Alb. In: Mitteilungen des Badischen Landesvereins für Naturkunde und Naturschutz, N.F. Band 18, Nr. 2. Freiburg i. Br. 2003, S. 133–177 (zobodat.at [PDF; 2,1 MB; abgerufen am 24. April 2023]).
- Landschaft und Vegetation der Schwäbischen Alb im Vergleich mit dem Schwarzwald – Schriften des Vereins für Geschichte und Naturgeschichte der Baar 47: 83-98. Donaueschingen 2003
- Angelika Kobel-Lamparski, Otti Wilmanns, Franz Lamparski: Eine junge Insel im Rhein bei Neuenburg – eine Studie über die Entwicklung von Substrat und Pflanzendecke. In: Mitteilungen des Badischen Landesvereins für Naturkunde und Naturschutz, N.F. Band 18, Nr. 3. Freiburg i. Br. 2004, S. 1–30 (zobodat.at [PDF; 2,8 MB; abgerufen am 24. April 2023]).
- Wolfhard Wimmenauer, Otti Wilmanns: Neue Funde von Blitzsprengung und Fulguritbildung im Schwarzwald. In: Berichte der Naturforschenden Gesellschaft zu Freiburg. Band 94, 2004, S. 1–22 (zobodat.at [PDF; 1,1 MB; abgerufen am 22. April 2023]).
- Mit Miyawaki Akira hencho: Nihon-shokusei-shi. Shibundo, Tokyo (japanisch)
- Kältezeitliche Reliktpflanzen der Schwäbischen Alb : aktualisierte Überlegungen zur prähistorischen Landschaft, 2005 (Volltext)
- Zur Landschaftsökologie des Mittleren Schwarzwaldes – Von der Römerzeit zum Frühmittelalter. In: Wolfgang Kleiber (Hrsg.): Tarodunum/Zarten – Brigobannis/Hüfingen. Kelten, Galloromanen und frühe Alemannen im Schwarzwald in interdisziplinärer Sicht. Abhandlungen der Geistes- und Sozialwissenschaftlichen Klasse (AM-GS) Band 2009; darin Seiten 77–102.
- Galloromanische Siedler im Schwarzwald? Landschaftsökologie im fächerübergreifenden Diskurs mit Sprachgeschichte und Archäologie – Berichte der Reinhold-Tüxen-Gesellschaft – 21:90-103. 2009. (Volltext)
- Vegetationswandel im Kaiserstuhl im Laufe der letzten Jahrzehnte. Tätigkeit wie Untätigkeit des Menschen prägen die Landschaft. Alemann. Jahrbuch 2007/2008, Jahrgang 55/56: 77-97. Freiburg 2010.
- Die Lebensräume und ihre Vegetation. In: Regierungspräsidium Freiburg (Hrsg.): Der Kaiserstuhl. Einzigartige Löss- und Vulkanlandschaft am Oberrhein, 131-240. Ostfildern 2011.
- Die Naturräume und ihre Vegetation. In: Regierungspräsidium Freiburg (Hrsg.): Die Naturschutzgebiete im Regierungsbezirk Freiburg. 3. aktualisierte Ausgabe, 47-100. Ostfildern 2011.
- Frühe Siedler im Schwarzwald. Ein landschaftsökologischer Beitrag zur interdisziplinären Methodenvielfalt. standort.wald 47:5-33. Freiburg 2012.
- Pflanzenleben in der Wutachschlucht. In: Regierungspräsidium Freiburg (Hrsg.): Die Wutach. Wilde Wasser – steile Schluchten, 130-177. Ostfildern 2014.
- Ein Zuruf von außen. Grußwort. Ornithologische Jahreshefte für Baden-Württemberg 31_SH: 14-25. 2015 (Volltext)